# 趙榮 (工部尚書)
趙榮（？—1475年），字孟仁，祖籍西域，家閩縣（今福州），明朝官吏。
趙榮的祖先是西域人。早年隨舅薩琦，授中書舍人。英宗正統十四年（1449年），瓦剌首領也先挾持被俘的明英宗進攻北京。也先奉英宗登土城，邀請大臣出見。趙榮慨然請行，隨即升為大理右少卿，充鴻臚卿。與右通政王復出城朝見，獻上羊酒諸物。也先以非大臣，遣還，而邀于謙、石亨、王直、胡濙出見，明景帝不遣。趙榮之後改為太常寺少卿，仍然在內閣供事。
景泰元年（1450年），升工部右侍郎，與楊善出使，兩人在敕書無奉迎語的情況下，竟然把英宗接回來。進工部左侍郎。之後奉召修理漕運，后被彈劾勞民傷財，并被當時僉都御史徐有貞核奏。之後明景帝寬恕。景泰七年（1456年）二月，杭皇后逝世。赵荣与太监吉祥、保定侯梁珤督工营造寿陵。
英宗天順元年，進為工部尚書。曹石之變時，趙榮在集市上策馬大呼：「曹賊作逆，壯士同我討罪。」之後率眾平息叛變。明英宗與李賢稱其忠，命兼任大理寺卿。天順七年，因疾被免職。憲宗成化十一年去世。